# Mak les Soeurs
Mak les Soeurs var en svensk popgrupp som var verksam 1964–1970.
Mak les Soeurs bildades i Mölndal 1964 av systrarna Margareta och Karin Hamrefors samt Agneta Wigforss, samtliga på sång och gitarr. De tre, som alla, tillsammans med sina föräldrar, hade flyttat till Mölndal från Lidingö, började framträda på Rondo i Göteborg redan samma år. De deltog i Rondos och Göteborgs-Tidningens vokalisttävling, men trots att de endast kom på femte plats blev skivbolaget Cupol intresserat av att göra grammofoninspelningar. År 1966 fick de spela in ett helt musikalbum, något som var mycket ovanligt på den tiden, varefter följde en rad singlar. Via Cupol kom de i kontakt med det tyska skivbolaget Ariola, som kom att ge ut några singlar för den tyska marknaden, något som dock ej blev någon större framgång. Gruppen bestod alltid av tre kvinnor, men vissa medlemsskiften förekom; således var periodvis även Florence Baalae, Christina Wahlgren, Britt-Louise Johansson och Lisbeth Bengtsson medlemmar. Gruppen hade inte någon manager, men Karin Hamrefors fungerade som en utmärkt administratör med viss hjälp från fadern, juristen Nils-Erik Hamrefors. Låten Lyssna till musiken låg 1968 på Svensktoppen i tre veckor. Efter att gruppen upplösts verkade Karin Hamrefors som musiklärare, Agneta Wigforss studerade till förskollärare, medan Margareta Hamrefors redan flyttat till Danmark för att utbilda sig till modedesigner. Wigforss hade 1966 ingått äktenskap med Fredrik Skantze, trummis i Tages.

## Diskografi

### LP
- 1966 – Mak les Soeurs (Cupol CLPS 33/30)

### Singlar
- 1966 – Mitt liv/Förlåt mig (Cupol CS 45/156)
- 1966 – Solens hus/En vacker sommardag (Cupol  CS 45/165)
- 1966 – Wohin die Liebe fällt/Wenn das so leicht wär' (Ariola 19 098 AT)
- 1966 – Ler Paris/Bara du förstår (Cupol CS 45/173)
- 1967 – Kärlek finns det överallt/Det är besvärligt (Cupol CS 45/176)
- 1967 – Sunshine/Weiße wolken und blaue Wogen (Ariola 19 644 AT)
- 1967 – Vita skyar och blå vågor/Solsken (Cupol CS 45/206)
- 1967 – Plocka vill jag skogsviol/Vårvindar friska (Cupol CS 45/207)
- 1967 – Lyssna till musiken/Flickan hon önskar Cupol (CS 45/221)
- 1969 – Minns du?/Låt ej vardagen bli trist (JF Records FRES 0568)